# Каццано-Сант-Андреа
Каццано-Сант-Андреа (итал. Cazzano Sant'Andrea) — коммуна в Италии, располагается в регионе Ломбардия, в провинции Бергамо.
Население составляет 1402 человека (2008 г.), плотность населения составляет 701 чел./км². Занимает площадь 2 км². Почтовый индекс — 24026. Телефонный код — 035.
Покровителем коммуны почитается святой апостол Андрей Первозванный, празднование 30 ноября.

## Демография
Динамика населения:

## Администрация коммуны
- Официальный сайт: